# Piotr Gudymienko
Piotr Jemieljanowicz Gudymienko (ros. Пётр Емелья́нович Гудыме́нко, ur. 30 grudnia 1897?/11 stycznia 1898 we wsi Popowa-Słoboda w obwodzie sumskim, zm. 21 marca 1953 w Moskwie) – radziecki dowódca wojskowy, generał porucznik.

## Życiorys
W 1917 został powołany do rosyjskiej armii, 1918 wstąpił do Armii Czerwonej, 1919 został członkiem RKP(b), w wojnie domowej był szeregowcem i potem szefem łączności i wywiadu dywizjonu artylerii. Brał udział w walkach z niemieckimi interwentami, Korpusem Czechosłowackim, wojskami atamana Dutowa, Kołczaka i emira Buchary. Po wojnie dowodził plutonem, baterią i dywizjonem artylerii, 1930 został szefem sztabu, następnie dowódcą pułku artylerii. Od sierpnia 1937 do maja 1938 był szefem sztabu punktu obrony przeciwlotniczej w Baku, później dowódcą 3 Korpusu Obrony Przeciwlotniczej, od grudnia 1941 do kwietnia 1943 dowódcą Zakaukaskiej Strefy Obrony Przeciwlotniczej (1942 otrzymał stopień generała porucznika), a od kwietnia 1943 do końca wojny dowódcą Zakaukaskiego Frontu Obrony Przeciwlotniczej. Organizował obronę przeciwlotniczą przemysłowych centrów Kaukazu (Baku, Machaczkały, Groznego, Krasnodaru, Batumi i innych), portów czarnomorskich, wybrzeża i komunikacji Frontu Północno-Kaukaskiego i Zakaukaskiego. Po wojnie był zastępcą dowódcy Zachodniego Okręgu Obrony Przeciwlotniczej, dowódcą Północno-Zachodniego Okręgu Obrony Przeciwlotniczej (od maja 1946 do stycznia 1948), pomocnikiem dowódcy wojsk Południowo-Zachodniego Okręgu Obrony Przeciwlotniczej (od stycznia do grudnia 1948) i Donbaskiego Rejonu Obrony Przeciwlotniczej (od grudnia 1948 do października 1949).

## Odznaczenia
- Order Lenina
- Order Czerwonego Sztandaru (trzykrotnie)
- Order Kutuzowa II klasy
- Order Czerwonej Gwiazdy

I medale.